# Зенченко Олег Вікторович
Оле́г Ві́кторович Зенченко (11 квітня 1972 — до 17 березня 2022) — полковник Збройних сил України, командир 25-ї окремої повітрянодесантної бригади (2015—2019, 2019—2022). Учасник російсько-української війни. Повний лицар Ордена «Богдана Хмельницького».

## З життєпису
17 березня 2022 року стало відомо про загибель Олега Зенченка у ході повномасштабного російського вторгнення в Україну.
19 березня був похований.

## Нагороди
- Орден Богдана Хмельницького I ступеня (19 березня 2022, посмертно) — за особисту мужність і самовіддані дії, виявлені у захисті державного суверенітету та територіальної цілісності України, вірність військовій присязі[5]
- Орден Богдана Хмельницького II ступеня (19 листопада 2020) — за особисту мужність, виявлену під час бойових дій, зразкове виконання військового обов’язку та з нагоди Дня Десантно-штурмових військ Збройних Сил України[6]
- Орден Богдана Хмельницького III ступеня (4 грудня 2014) — за особисту мужність і героїзм, виявлені у захисті державного суверенітету та територіальної цілісності України, вірність військовій присязі, високий професіоналізм та з нагоди Дня Збройних Сил України[7]